# CHiCO (2014年デビューの歌手)
CHiCO（ちこ、1月27日 - ）は、日本の女性歌手。ミュージックレイン所属。2014年から2023年4月までクリエイターチーム「HoneyWorks」とのコラボユニット「CHiCO with HoneyWorks」のボーカルとして活動後、同年7月よりソロ歌手として活動を開始。2025年8月6日より、CHiCO with HoneyWorksとしての活動を再開。

## 来歴
中学生の頃からアニソンが好きだった。高校生時代に知り合いからボイストレーニングの先生を紹介され、本気で歌手を志すようになる。
2013年夏、ソニー・ミュージックエンタテインメントSDグループが主催する「アニソン」と「ボカロ」に特化した全国区歌手オーディション『ウタカツ！』で第1回のグランプリを受賞。その後クリエイターチーム「HoneyWorks」とコラボすることが決定した。

### CHiCO with HoneyWorks（2014年 -2025 年）
2014年8月6日、テレビアニメ『アオハライド』のオープニングテーマ「世界は恋に落ちている」をリリース。「CHiCO with HoneyWorks」として歌手デビュー。名前の由来は「CHiCOちゃん」と愛嬌で呼んでもらえるように。サインで点の部分をハートなどで可愛く書けるようにiは小文字とした。
2015年11月18日、CHiCO with HoneyWorks初のアルバム『世界はiに満ちている』を発売し、初週売上2.4万枚を記録。
2016年1月、初のワンマンライブをWWWで開催。同年6月には中野サンプラザで初のホールワンマンライブ、7月からは1stライブハウス・ツアー『HELLO』を行った。
2016年8月20日・21日、初の音楽フェス『サマーソニック2016』（20日東京、21日大阪）に出演した。
2018年2月、2ndアルバム『私を染めるiの歌』をリリース。
2018年3月16日、初の日本武道館ワンマンライブ『i contact』を、7月からは初となる全国ホールツアー『smile i round』を開催した。
なお、当初、メディアへの露出は音声のみとなっており、その姿は、近年まで、長らくライブでしか見ることが出来なかった。2020年1月3日に放送された『オダイバ!!超次元音楽祭』に出演し、顔を映さない形で「プライド革命」をパフォーマンスした。
2015年5月、『世界は恋に落ちている』、2016年2月に『プライド革命』が有料音楽配信10万ダウンロードを超え、日本レコード協会によりゴールド（シングルトラック）認定されている。
2020年9月、YouTubeチャンネル『THE FIRST TAKE』（第55回配信分）に初出演し、デビュー曲「世界は恋に落ちている」の一発撮りパフォーマンスを披露した。なお、この映像がメディアでは初の顔出しでの歌唱映像となる。
2021年8月、プロゲーミングチーム魚群にストリーマーとして加入。
2022年1月、CHiCOのYouTubeチャンネルが開設された。
2022年10月26日、4thアルバム『iは自由で、縛れない。』をリリース。
2023年2月4日、公式HPとTwitterにて「CHiCO with HoneyWorks」としての活動を一時休止し、スキルアップのため、ソロ活動を開始することを発表した。
2023年4月8日、活動休止前ツアー「LAWSON presents CHiCO with HoneyWorks Zepp tour 2023『ｉは自由で、縛れない。』」の最終日。Zepp Nagoyaでラストライブを開催。これをもって「CHiCO with HoneyWorks」は一時活動休止。
2025年8月活動再開。
2026年1月にツアー開催

### ソロ活動（2023年 - ）
2023年7月15日にデジタルシングル「光のありか」をリリースしソロ活動を開始。CHiCO with HoneyWorksとして歌手デビューしてから9周年の記念日となる8月6日には、ソロ名義の2ndデジタルシングル「TRUE BLUE SKY」をリリースした。
2024年7月31日には、FLOWやSPYAIRのMOMIKEN、UZ、sumikaの片岡健太、PENGUIN RESEARCHの堀江晶太らが楽曲提供で参加した1stソロアルバム『CONTiNUE』を発売。また8月6日から9月16日まで、ソロ名義では初となるZeppツアー『LAWSON presents CHiCO 1st Zepp tour 2024 “CONTiNUE”』を開催した。
2025年4月29日、ソロ名義では初となるホール公演『LAWSON presents CHiCO 1st Hall Live “CONFETTi”』を東京・LINE CUBE SHIBUYAで開催。ゲストとして、バーチャルシンガーの花譜、FLOWのKOHSHI、KEIGO、BURNOUT SYNDROMESの熊谷和海が出演した。

### CHiCO with HoneyWorks（2025年 - ）
2025年8月6日よりCHiCO with HoneyWorksの活動を再開。2026年1月には、バンドとして約3年振りとなるワンマンライブツアーを予定している。

### 他アーティストとのコラボ
他アーティストとのコラボとして、sanaとの『東京サマーセッション』『これ青春アンダースタンド』『ロデオ』『日曜日の秘密』、Little Glee Monsterのかれんとの『シュウマツWorker』、Gomとの『平成バブル』、中川翔子との『ミスター・ダーリン』、スカイピースとの『ギミギミコール』、halca・Hanonとの『胸キュンライト♡‐フリフリ隊mix-』、BURNOUT SYNDROMESとの『逢いたい逢えない』、バーチャルシンガーの花譜との「Story Tellers」「撃って」を発表している。

## CHiCO with HoneyWorks メンバー
- Oji （ギター担当。オフィシャルブログ）
- 中西（ギター担当。）
- 宇都圭輝 （ピアノ、キーボード担当。オフィシャルブログ)
- AtsuyuK! （ドラム担当。オフィシャルブログ）
- Hiroki169 （ベース担当。オフィシャルブログ)
- Kaoru （マニピュレーター担当。- 2021年10月16日[31]）
- あすきー （マニピュレーター担当。2021年12月18日 ‐ ）
- Gom（コンポーザー。）
- shito（コンポーザー。）
- ヤマコ（イラスト担当。）
- モゲラッタ（イラスト担当。）

## ディスコグラフィ

### シングル
|                       | 発売日                | タイトル                          | 規格品番              | 規格品番              | 規格品番              | オリコン 最高位       |
| CHiCO盤               | 発売日                | タイトル                          | 期間限定盤            | 通常盤                |                       | オリコン 最高位       |
| CHiCO with HoneyWorks | CHiCO with HoneyWorks | CHiCO with HoneyWorks             | CHiCO with HoneyWorks | CHiCO with HoneyWorks | CHiCO with HoneyWorks | CHiCO with HoneyWorks |
| --------------------- | --------------------- | --------------------------------- | --------------------- | --------------------- | --------------------- | --------------------- |
| 1st                   | 2014年8月6日          | 世界は恋に落ちている              | SMCL-344              | SMCL-345              |                       | 21位                  |
| 2nd                   | 2015年2月4日          | アイのシナリオ                    | SMCL-372              | SMCL-373              | 16位                  |                       |
| 3rd                   | 2015年8月5日          | プライド革命                      | SMCL-398              | SMCL-399              | 16位                  |                       |
| 4th                   | 2016年4月13日         | 恋色に咲け                        | SMCL-424              | SMCL-425              | 14位                  |                       |
| 5th                   | 2016年9月14日         | カヌレとウルフ                    | SMCL-446              | SMCL-447              | 19位                  |                       |
| 6th                   | 2017年4月26日         | 今日もサクラ舞う暁に              | SMCL-474              | SMCL-475              | 19位                  |                       |
| 7th                   | 2017年8月9日          | ツインズ                          | SMCL-499              | SMCL-500              | 24位                  |                       |
| 8th                   | 2018年1月24日         | ノスタルジックレインフォール      | SMCL-527              | SMCL-528              | 26位                  |                       |
| 9th                   | 2018年8月8日          | ヒカリ証明論                      | SMCL-555              | SMCL-556              | 17位                  |                       |
| 10th                  | 2018年11月7日         | ミスター・ダーリン/ギミギミコール | SMCL-572 SMCL-573     | SMCL-572 SMCL-573     | 20位                  |                       |
| 11th                  | 2019年8月7日          | 乙女どもよ。                      | SMCL-607              | SMCL-608              | 21位                  |                       |
| 12th                  | 2020年2月26日         | 決戦スピリット                    | SMCL-645              | SMCL-646              | 19位                  |                       |
| 13th                  | 2021年2月3日          | 鬼ノ森/醜い生き物                 | SMCL-695              | SMCL-696              | 25位                  |                       |
| 14th                  | 2021年4月28日         | 冒険のVLOG                        | SMCL-697              | SMCL-698              | 24位                  |                       |
| 15th                  | 2021年10月13日        | 我武者羅                          | SMCL-729              | SMCL-730              | 17位                  |                       |
| 17th                  | 2022年5月18日         | ビビっとラブ                      | SMCL-766              | SMCL-767              | 31位                  |                       |
| 18th                  | 2022年8月6日          | ヒミツ恋ゴコロ                    | SMCL-780              | SMCL-781              | 27位                  |                       |
| CHiCO                 |                       |                                   |                       |                       |                       |                       |
| 1st                   | 2023年11月8日         | エース                            | SMCL-849              | SMCL-850              |                       | 27位                  |
| 2nd                   | 2024年5月22日         | fam!                              | SMCL-893              | SMCL-894/5            | 42位                  |                       |
| 3rd                   | 2025年3月26日         | 6:00 PM                           | —                     | —                     | SMCL-956              | 39位                  |

### 配信限定シングル
| 発売日                | タイトル                                    |
| CHiCO with HoneyWorks | CHiCO with HoneyWorks                       |
| --------------------- | ------------------------------------------- |
| 2020年9月18日         | 世界は恋に落ちている - From THE FIRST TAKE  |
| 2020年11月4日         | 幸せ。 - From THE FIRST TAKE                |
| 2022年2月14日         | LOVE FIGHT                                  |
| CHiCO                 |                                             |
| 2023年7月15日         | 光のありか                                  |
| 2023年8月6日          | TRUE BLUE SKY                               |
| 2023年8月30日         | Angel Night〜天使のいる場所〜(PSY・Sカバー) |
| 2024年1月29日         | エンパシア(先行配信)                        |
| 2025年6月25日         | Story Tellers                               |

### EP
|                | 発売日       | タイトル | 規格品番       | 規格品番 | オリコン 最高位 |
| 完全生産限定盤 | 発売日       | タイトル | 初回仕様限定盤 |          | オリコン 最高位 |
| CHiCO          | CHiCO        | CHiCO    | CHiCO          | CHiCO    | CHiCO           |
| -------------- | ------------ | -------- | -------------- | -------- | --------------- |
| 1st            | 2024年2月7日 | PORTRAiT | SMCL-863～4    | SMCL-865 | 34位            |

### アルバム
|                       | 発売日                | タイトル              | 規格品番              | 規格品番              | オリコン 最高位       |
| 初回限定盤            | 発売日                | タイトル              | 通常盤                |                       | オリコン 最高位       |
| CHiCO with HoneyWorks | CHiCO with HoneyWorks | CHiCO with HoneyWorks | CHiCO with HoneyWorks | CHiCO with HoneyWorks | CHiCO with HoneyWorks |
| --------------------- | --------------------- | --------------------- | --------------------- | --------------------- | --------------------- |
| 1st                   | 2015年11月18日        | 世界はiに満ちている   | SMCL-409〜11          | SMCL-412              | 5位                   |
| 2nd                   | 2018年2月28日         | 私を染めるiの歌       | SMCL-532〜4           | SMCL-535              | 5位                   |
| 3rd                   | 2020年9月16日         | 瞬く世界にiを揺らせ   | SMCL-660～3           | SMCL-664              | 7位                   |
| 4th                   | 2022年10月26日        | iは自由で、縛れない。 | SMCL-790～3           | SMCL-798              | 10位                  |
| CHiCO                 |                       |                       |                       |                       |                       |
| 1st                   | 2024年7月31日         | CONTiNUE              | SMCL-903～4           | SMCL-905              | 44位                  |

### ミュージックビデオ
| 公開日                | 公開日                | タイトル                           | 備考                                             |
| 年                    | 月日                  | タイトル                           | 備考                                             |
| CHiCO with HoneyWorks | CHiCO with HoneyWorks | CHiCO with HoneyWorks              | CHiCO with HoneyWorks                            |
| --------------------- | --------------------- | ---------------------------------- | ------------------------------------------------ |
| 2014年                | 7月25日               | 世界は恋に落ちている               |                                                  |
| 2015年                | 1月26日               | アイのシナリオ                     |                                                  |
| 2015年                | 7月31日               | プライド革命                       |                                                  |
| 2015年                | 10月26日              | 恋のコード                         |                                                  |
| 2015年                | 10月30日              | ホーリーグラッグ                   |                                                  |
| 2015年                | 11月6日               | 11月の雨                           |                                                  |
| 2015年                | 11月13日              | ハートの主張                       |                                                  |
| 2016年                | 3月25日               | 恋色に咲け                         |                                                  |
| 2016年                | 9月1日                | カヌレ                             |                                                  |
| 2016年                | 9月20日               | ウルフ                             |                                                  |
| 2017年                | 4月20日               | 今日もサクラ舞う暁に               |                                                  |
| 2017年                | 7月20日               | ツインズ                           |                                                  |
| 2017年                | 8月30日               | これ青春アンダースタンド feat.sana | CHiCO with HoneyWorks＆sana                      |
| 2018年                | 1月19日               | ノスタルジックレインフォール       |                                                  |
| 2018年                | 2月14日               | ツルノキモチ -M.edit-              |                                                  |
| 2018年                | 3月7日                | 私、アイドル宣言                   |                                                  |
| 2018年                | 3月12日               | 贈り歌                             |                                                  |
| 2018年                | 8月3日                | ヒカリ照明論                       |                                                  |
| 2018年                | 11月8日               | ミスター・ダーリン                 | 中川翔子とのコラボ楽曲                           |
| 2018年                | 11月17日              | ギミギミコール -Edit Version       | スカイピースとのコラボ楽曲                       |
| 2018年                | 11月22日              | ギミギミコール                     | スカイピースとのコラボ楽曲                       |
| 2019年                | 7月26日               | 乙女どもよ。                       |                                                  |
| 2020年                | 2月27日               | 決戦スプリット                     |                                                  |
| 2020年                | 9月3日                | 幸せ。                             |                                                  |
| 2020年                | 10月17日              | ぐる恋                             | 初の本人出演の実写MV                             |
| 2021年                | 2月4日                | 酷い生き物                         |                                                  |
| 2021年                | 2月20日               | Marie                              | 実写MV                                           |
| 2021年                | 3月1日                | 私を殺さないで                     | 実写MV                                           |
| 2021年                | 4月21日               | 冒険のVLOG                         |                                                  |
| 2021年                | 10月2日               | 我武者羅 -LiVE & ANIME version-    | 中野サンプラザホール公演でのライブ映像           |
| 2021年                | 10月9日               | 我部者羅                           |                                                  |
| 2022年                | 2月14日               | LOVE FIGHT                         | 女子力高めな獅子原くんとのコラボ楽曲             |
| 2022年                | 5月14日               | ビビっとラブ                       | まふまふとのコラボ楽曲                           |
| 2022年                | 7月27日               | ヒミツ恋ゴコロ                     |                                                  |
| 2022年                | 9月30日               | ハンコウ予告                       |                                                  |
| 2022年                | 10月17日              | ハートの誓い                       |                                                  |
| 2022年                | 11月7日               | リベンジゲーム                     |                                                  |
| CHiCO                 |                       |                                    |                                                  |
| 2023年                | 7月15日               | 光のありか                         |                                                  |
| 2023年                | 8月30日               | Angel Night ～天使のいる場所～     |                                                  |
| 2023年                | 10月22日              | エース                             |                                                  |
| 2024年                | 2月16日               | エンパシア                         |                                                  |
| 2024年                | 5月19日               | fam!                               | MVの監督は大久保拓朗が務めた                     |
| 2024年                | 6月30日               | 我物語                             | FLOWとのコラボ楽曲                               |
| 2024年                | 7月29日               | インパーフェクト                   |                                                  |
| 2025年                | 3月31日               | 6:00 PM                            | ディレクター：小嶋貴之 キャスト：MIO YAE、光徳瞬 |

### 参加楽曲
| 発売日         | アーティスト      | 収録作品    | 規格品番                                                           | 曲名                               | 備考                                                                                        |
| -------------- | ----------------- | ----------- | ------------------------------------------------------------------ | ---------------------------------- | ------------------------------------------------------------------------------------------- |
| 2021年6月23日  | BURNOUT SYNDROMES | 『TOKYO』   | ESCL-5540～1（初回生産限定盤、CD+DVD） ESCL-5542（通常盤、12cmCD） | 「逢いたい逢えない (feat. CHiCO)」 | [ 42 ]                                                                                      |
| 2024年11月27日 | BURNOUT SYNDROMES | 『ORIGAMI』 | ESCL-6030~1（初回生産限定盤、CD+BD） ESCL-6032（通常盤、12cmCD）   | 「Xross Road (× CHiCO)」           | [ 43 ]                                                                                      |
| 2025年6月25日  | 花譜 × CHiCO      | 『撃って』  | デジタル配信                                                       | 「撃って」                         | 花譜「組曲2」第6弾としてリリースされたコラボ楽曲。 作詞・作曲・編曲は清竜人が手掛けている。 |

### タイアップ曲
| 楽曲                         | タイアップ | 時期                  |
| CHiCO with HoneyWorks        | CHiCO with HoneyWorks                                                                                         | CHiCO with HoneyWorks |
| ---------------------------- | --- | --------------------- |
| 世界は恋に落ちている         | テレビアニメ『アオハライド』オープニングテーマ                                                                | 2014年                |
| アイのシナリオ               | テレビアニメ『まじっく快斗1412』オープニングテーマ                                                            | 2015年                |
| プライド革命                 | テレビアニメ『銀魂』オープニングテーマ                                                                        | 2015年                |
| 恋色に咲け                   | アニメ映画『ずっと前から好きでした。〜告白実行委員会〜』オープニングテーマ                                    | 2016年                |
| カヌレとウルフ               | 少女マンガ Sho-Comi『泡恋』コラボソング                                                                       | 2016年                |
| 今日もサクラ舞う暁に         | テレビアニメ『銀魂.』オープニングテーマ                                                                       | 2017年                |
| ツインズ                     | テレビアニメ『プリプリちぃちゃん!!』オープニングテーマ                                                        | 2017年                |
| ノスタルジックレインフォール | テレビアニメ『恋は雨上がりのように』オープニングテーマ                                                        | 2018年                |
| ツノルキモチ                 | 映画『プリンシパル〜恋する私はヒロインですか？〜』 挿入歌                                                     | 2018年                |
| ヒカリ証明論                 | テレビアニメ『銀魂.』銀ノ魂篇エンディングテーマ                                                               | 2018年                |
| 乙女どもよ。                 | テレビアニメ『荒ぶる季節の乙女どもよ。』オープニングテーマ                                                    | 2019年                |
| 決戦スピリット               | テレビアニメ『ハイキュー!! TO THE TOP』エンディングテーマ                                                     | 2020年                |
| 醜い生き物                   | テレビアニメ『裏世界ピクニック』オープニングテーマ                                                            | 2021年                |
| 鬼ノ森                       | 映画『樹海村』主題歌                                                                                          | 2021年                |
| 冒険のVLOG                   | テレビアニメ『EDENS ZERO』エンディングテーマ                                                                  | 2021年                |
| 我武者羅                     | テレビ東京系テレビアニメ『BORUTO-ボルト- NARUTO NEXT GENERATIONS』オープニングテーマソング                    | 2021年                |
| LOVE FIGHT                   | マンガ『女子力高めな獅子原くん』コラボ楽曲                                                                    | 2022年                |
| ビビっとラブ                 | テレビアニメ『理系が恋に落ちたので証明してみた。r=1-sinθ』エンディングテーマ                                  | 2022年                |
| ヒミツ恋ゴコロ               | テレビアニメ『彼女、お借りします』第2期オープニングテーマ                                                     | 2022年                |
| くすぐったい。               | テレビアニメ『キミと越えて恋になる』オープニングテーマ                                                        | 2025年                |
| CHiCO                        | |                       |
| エース                       | テレビアニメ『シャングリラ・フロンティア〜クソゲーハンター、神ゲーに挑まんとす〜』第1クールエンディングテーマ | 2023年                |
| fam!                         | テレビアニメ『夜桜さんちの大作戦』エンディングテーマ                                                          | 2024年                |
| インパーフェクト             | フジテレビ系『めざまし8』8月･9月エンディングソング                                                            | 2024年                |
| 6:00 PM                      | テレビアニメ『ツインズひなひま』エンディングテーマ                                                            | 2025年                |

『identity』『Love Letter』『シュウマツWorker』『ぐる恋』はCHiCOが作詞に挑戦した楽曲である。

## 出演

### 劇場アニメ
- 好きになるその瞬間を。〜告白実行委員会〜（2016年。ラジオDJ）

### ラジオ
- ニコラジパーク（2018年1月2日 - 2021年3月30日。JFN）

### インターネット放送
- わけありベジー（2018年1月29日 - 、Abema TV）
- CHiCO with HoneyWorksのAこえミニ（2018年7月27日 - 。Abema TV）

### ポッドキャスト
- CHiCO*DIG!STATION（2021年10月2日‐。JFN）

## ライブ

### ワンマンライブ
| 年   | 日程                | タイトル                                                                                 | 規模・月日・会場 | 備考                                                                             |
| ---- | ------------------- | ---------------------------------------------------------------------------------------- | --- | -------------------------------------------------------------------------------- |
| 2016 | 1月10日 - 3月27日   | 世界は i に満ちている -1st-                                                              | - 1月10日 東京都 渋谷WWW | 初のワンマンライブ                                                               |
| 2016 | 1月10日 - 3月27日   | 世界は i に満ちている -2nd-                                                              | - 2月13日 東京都 渋谷WWW | 初のワンマンライブ                                                               |
| 2016 | 1月10日 - 3月27日   | 世界は i に満ちている -3rd-                                                              | - 3月27日 東京都 渋谷CLUB QUATTRO | 初のワンマンライブ                                                               |
| 2016 | 6月4日              | 中野は i に満ちている -one-                                                              | - 6月4日 東京都 中野サンプラザホール | 初のホールライブ                                                                 |
| 2016 | 7月29日 - 8月4日    | ファースト・ライブハウス・ツアー『HELLO』                                                | - 7月29日 愛知県 名古屋SPADE BOX - 7月30日 大阪府 UMEDA CLUB QUATTRO - 8月1日 福岡県 DRUM Be-1 - 8月4日 東京都 TSUTAYA O-EAST |                                                                                  |
| 2016 | 9月18日             | 5thシングル「カヌレとウルフ」発売記念リリースパーティー                                  | - 9月18日 東京都 Zepp Tokyo |                                                                                  |
| 2016 | 12月11日 - 12月24日 | 中野は i に満ちている -two-                                                              | - 12月11日 東京都 中野サンプラザホール |                                                                                  |
| 2016 | 12月11日 - 12月24日 | 大阪は i に満ちている -one-                                                              | - 12月24日 大阪府 オリックス劇場 |                                                                                  |
| 2017 | 4月23日 - 5月2日    | 今日もサクラ舞うZeppに                                                                   | - 4月23日 大阪府 Zepp Osaka Bayside - 5月2日 東京都 Zepp Tokyo |                                                                                  |
| 2017 | 7月30日 - 8月26日   | 真夏の2ndライブハウス・ツアー 「i LiVE you」                                             | - 7月30日 福岡県 BEAT STATION - 8月1日 広島県 HIROSHIMA CLUB QUATTRO - 8月3日 静岡県 LIVE HOUSE 浜松 窓枠 - 8月4日 愛知県 ダイアモンドホール - 8月6日 北海道 cube garden - 8月10日 新潟県 新潟LOTS - 8月11日 宮城県 Rensa - 8月13日 大阪府 Zepp Namba                                                                              |                                                                                  |
| 2017 | 7月30日 - 8月26日   | 真夏の2ndライブハウス・ツアー「i LiVE you」 日比谷野音スペシャルライブ「ナツのシナリオ」 | - 8月26日 東京都 日比谷野外大音楽堂 |                                                                                  |
| 2018 | 3月16日             | 初の日本武道館ワンマンライブ 「i contact」                                               | - 3月16日 東京都 日本武道館 |                                                                                  |
| 2018 | 7月16日 - 9月9日    | first hall tour 2018 「smile i round」                                                   | - 7月16日 北海道 道新ホール - 7月28日 大阪府 グランキューブ - 8月10日 福岡県 国際会議場 メインホール - 8月12日 広島県 JMSアステールプラザ大ホール - 8月16日 神奈川県 県民ホール - 8月18日 東京都 中野サンプラザ |                                                                                  |
| 2018 | 7月16日 - 9月9日    | first hall tour 2018 「smile i round」〜夏色に咲け〜                                     | - 8月26日 東京都 日比谷野外大音楽堂 |                                                                                  |
| 2018 | 7月16日 - 9月9日    | first hall tour 2018 「smile i round」                                                   | - 9月1日宮城県 仙台銀行ホール イズミティ21 - 9月9日 愛知県 日本特殊陶業市民会館 |                                                                                  |
| 2018 | 11月18日 - 11月23日 | 「FALL × HALL -Live at kobe-」                                                           | - 11月18日 兵庫県 神戸国際会館 |                                                                                  |
| 2018 | 11月18日 - 11月23日 | 「FALL × HALL -live at nakano-〈Day One〉」                                              | - 11月22日 東京都 中野サンプラザホール |                                                                                  |
| 2018 | 11月18日 - 11月23日 | 「FALL × HALL -live at nakano-〈Day Two〉」                                              | - 11月23日 東京都 中野サンプラザホール |                                                                                  |
| 2019 | 3月16日 - 3月17日   | 初のアリーナ2days「HELLO! ARENA!! –sweet CHiCOLATE-」                                    | - 3月16日 東京都 武蔵野の森総合スポーツプラザ メインアリーナ | 初のアリーナライブ                                                               |
| 2019 | 3月16日 - 3月17日   | 初のアリーナ2days「HELLO! ARENA!! –bitter CHiCOLATE-」                                   | - 3月17日 東京都 武蔵野の森総合スポーツプラザ メインアリーナ | 初のアリーナライブ                                                               |
| 2019 | 7月13日 - 8月31日   | 5th Anniversary Hall Tour 2019 「LiVE 5's ON !!」                                        | - 7月13日 宮城県 トークネットホール仙台（仙台市民会館） - 7月15日 北海道 道新ホール - 7月20日 神奈川県 神奈川県民ホール - 7月27日 香川県 サンポートホール高松 - 7月29日 福岡県 福岡市民会館 大ホール - 7月30日 広島県 JMSアステールプラザ 大ホール                                                                                 |                                                                                  |
| 2019 | 7月13日 - 8月31日   | 5th Anniversary Hall Tour 2019 「LiVE 5's ON !!-0806-」                                  | - 8月6日 東京都 Zepp Tokyo | CHiCO with HoneyWorksデビュー5周年記念ライブ                                     |
| 2019 | 7月13日 - 8月31日   | 5th Anniversary Hall Tour 2019 「LiVE 5's ON !!」                                        | - 8月11日 大阪府 グランキューブ大阪 - 8月12日 大阪府 グランキューブ大阪 - 8月16日 新潟県 新潟市民芸術文化会館・劇場 - 8月18日 東京都 中野サンプラザホール - 8月19日 東京都 中野サンプラザホール - 8月21日 東京都 中野サンプラザホール - 8月22日 東京都 中野サンプラザホール - 8月31日 愛知県 日本特殊陶業市民会館 フォレストホール |                                                                                  |
| 2020 | 8月9日 - 9月27日    | CHiCO with HoneyWorks summer tour 2020 「WiSH Upon A Star」                              | - 8月9日 愛知県 日本特殊陶業市民会館 フォレストホール - 8月10日 大阪府 大阪国際会議場（グランキューブ大阪）メインホール - 8月15日 宮城県トークネットホール仙台（仙台市民会館）大ホール - 8月23日 北海道 道新ホール - 8月29日 東京都 昭和女子大学人見記念講堂 - 8月30日 東京都 昭和女子大学人見記念講堂                             | 新型コロナウイルス感染拡大の影響を受け、開催中止                                 |
| 2020 | 8月9日 - 9月27日    | CHiCO with HoneyWorks summer tour 2020 「WiSH Upon A Star」                              | - 9月27日 東京都 中野サンプラザ | ライブビューイング実施                                                           |
| 2020 | 12月25日            | CHiCO with HoneyWorks ONLiNE LiVE ＠BUDOKAN 「COME! COME! ONiON」                        | - 12月25日 東京都 日本武道館 | 配信ライブ                                                                       |
| 2021 | 3月7日 - 3月28日    | CHiCO with HoneyWorks ZEPP TOUR 2021 「SPRiNG BEAT」                                     | - 3月7日 愛知県 Zepp Nagoya - 3月14日 北海道 Zepp Sapporo - 3月21日 東京都 Zepp Tokyo - 3月27日 大阪府 Zepp Osaka Bayside - 3月28日 福岡県 Zepp Fukuoka | 各会場2公演                                                                      |
| 2021 | 7月24日 - 9月12日   | CHiCO with HoneyWorks summer hall tour 2021 「SEVEN PiECES」                             | - 7月24日 愛知県 日本特殊陶業市民会館 フォレストホール - 8月1日 福岡県 福岡国際会議場 メインホール - 8月20日 東京都 中野サンプラザホール - 8月21日 東京都 中野サンプラザホール - 9月12日 大阪府 オリックス劇場 |                                                                                  |
| 2021 | 10月16日            | CHiCO with HoneyWorks summer hall tour 2021 「SEVEN PiECES 秋の陣～我武者羅～」          | 東京都 日比谷野外大音楽堂 | ゲスト：湯毛（ゲーム実況者わくわくバンド）、halca、熊谷和海（BURNOUT SYNDROMES） |
| 2022 | 7月18日 - 9月19日   | CHiCO with HoneyWorks summer hall tour 2022「Bee with U」                                | - 7月18日 福岡県 福岡国際会議場 メインホール - 7月22日 東京都 中野サンプラザホール - 7月23日 東京都 中野サンプラザホール - 8月14日 愛知県 愛知県芸術劇場 大ホール - 9月19日 大阪府 オリックス劇場 |                                                                                  |
| 2022 | 11月5日             | CHiCO with HoneyWorks summer hall tour 2022「Bee with U ～11月のミツバチ～」             | 東京都 日比谷野外大音楽堂 | ゲスト：亜咲花、konoco。三月のパンタシア                                         |
| 2023 | 2月10日-4月8日      | CHiCO with HoneyWorks Zepp tour 2023「ｉは自由で、縛れない。」                           | - 2月18日(土)大阪 Zepp Osaka Bayside - 2月26日(日)福岡 Zepp Fukuoka - 3月18日(土)東京 Zepp Haneda(TOKYO) - 4月8日(土)愛知 Zepp Nagoya |                                                                                  |

| 年      | 日程                                           | タイトル                                            | 規模・月日・会場 | 備考                                                                             |
| 2024    |                                                |                                                     | |                                                                                  |
| ------- | ---------------------------------------------- | --------------------------------------------------- | --- | -------------------------------------------------------------------------------- |
| 2024    | 2月18日・23日                                  | LAWSON presents CHiCO 1st Zepp Live 2024 “PORTRAiT” | - 2月18日 大阪府 Zepp Osaka Bayside - 2月23日 神奈川県 KT Zepp Yokohama | [ 53 ] [ 54 ]                                                                    |
| 2024    | 8月6日 - 9月16日                               | LAWSON presents CHiCO 1st Zepp tour 2024 “CONTiNUE” | - 8月6日 東京都 Zepp DiverCity (TOKYO) - 8月12日 北海道 Zepp Sapporo - 8月17日 福岡県 Zepp Fukuoka - 8月18日 大阪府 Zepp Namba (OSAKA) - 8月31日 愛知県 Zepp Nagoya - 9月16日 神奈川県 KT Zepp Yokohama | ソロ名義では初のZeppツアー。 名古屋公演は台風10号の影響により 開催中止となった。 |
| 2025    |                                                |                                                     | |                                                                                  |
| 4月29日 | LAWSON presents CHiCO 1st Hall Live “CONFETTi” | 東京都 LINE CUBE SHIBUYA                            | ソロ名義では初のホール公演。花譜、KOHSHI（FLOW）、KEIGO（FLOW）、熊谷和海（BURNOUT SYNDROMES）がゲスト出演。                                                                                            |                                                                                  |

### HoneyWorksゲストライブ
- 『ずっと前から好きでした。〜告白実行委員会〜』公開初日スペシャルイベント（2016年4月23日、幕張メッセイベントホール）
- 『好きになるその瞬間を。〜告⽩実⾏委員会〜』 公開初⽇スペシャルイベント（2016年12月17日・18日、Zepp Tokyo・オリックス劇場）
- HoneyWorks初の全国ワンマンライブツアー「ジュリエッタ」 （2017年11月11日 ‐ 12月22日、福岡・宮崎・愛知・香川・広島・北海道・宮城・石川・東京・大阪）
- HoneyWorks × LIP×LIP Premium Xmas Party（2018年12月22日 ‐ 24日、THEATRE1010）
- HoneyWorks Premium Live Tour 2020 〜好きすぎてやばい。〜（2020年1月19日 ‐ 2月9日、福岡・愛知・大阪・北海道・東京）
- HoneyWorks Premium Live Tour 2020 〜ハニフェス〜（2020年11月29日、幕張メッセイベントホール）
- HoneyWorks Premium Live 2021〜ハニフェス〜（2021年12月27日・28日、中野サンプラザ）

### イベントライブ
- ミュ～コミ＋プラス 春の学園祭★野音にカモ～音！★（2015年5月3日、日比谷野外大音楽堂
- T-SPOOKスペシャルライブ（2015年10月24日、T-SPOOK ROOFTOP STAGE）
- 第57回 京都大学11月祭 スペシャルライブ (2015年11月22日)
- Anime Festival Asia 2015（2015年11月27日、シンガポール）
- ウタカツ！ミーティング volume-002- スクールディスコ（2016年1月24日、Zepp DiverCity）
- 銀魂晴祭り2016（仮）（2016年3月6日、両国国技館）
- nana SPECIAL LIVE presented by nana + 2.5D（2016年8月11日、Zepp DiverCity）
- Anime Festival Asia Singapore 2016（2016年11月27日、シンガポール）
- リスアニ! LIVE 2017 SUNDAY STAGE (2017年1月29日、日本武道館）
- ちゃんげろソニック2017（2017年4月16日、新木場 STUDIO COAST）
- MUSIC THEATER 2017（2017年5月27日・28日、さいたまスーパーアリーナ）
- ミュージックレインフェスティバル2017（2017年10月22日、幕張メッセ）
- SCK presents ナゴヤサブカルスーパーライブ！（2017年11月3日、名古屋ダイアモンドホール）
- リスアニ！LIVE 2018 SATURDAY STAGE（2018年1月27日、日本武道館）
- 『プリンシパル～恋する私はヒロインですか？～』ミニライブ付スペシャル試写会（2018年2月15日、中野サンプラザ）
- ANI-ROCK FES.2018「銀魂 LIVE CARNIVAL 2018」（2018年5月13日、さいたまスーパーアリーナ）
- FRONTIER（2018年6月2日 - 6月30日、台湾・上海・東京）
- ウタカツ！ミーティング volume-005- スクールディスコ2（2018年10月6日、中野サンプラザ）
- リスアニ！LIVE 2019 SUNDAY STAGE （2019年1月27日、日本武道館）
- 銀魂 銀祭り 2019 (仮)（2019年3月3日、両国国技館）
- マイナビ未確認フェスティバル2019 ファイナルステージ（2019年8月25日、新木場STUDIO COAST）
- 寿美菜子，高垣彩陽，CHiCOのMusic Rainbow 06（2019年12月28日、中野サンプラザ）
- NAGASHIMA COUNTDOWN ＆ NEW YEAR’S PARTY 2020（2019年12月31日 - 2020年1月1日、ナガシマスパーランド）
- リスアニ！LIVE 2020 SATURDAY STAGE（2020年2月8日、幕張メッセ）
- リスアニ！LIVE 2021 SATURDAY STAGE（2021年2月27日、日本武道館）
- SANRIO Virtual Fes in Sanrio Puroland（2021年12月12日、ルナステージ、オンラインライブ）
- ジャンプフェスタ2022 BORUTOスーパーステージ（2021年12月18日、幕張メッセ）
- リスアニ！LIVE 2022 FRIDAY STAGE（2022年1月21日、日本武道館）
- オダイバ!!超次元音楽祭 -ヨコハマからハッピーバレンタインフェス2022- DAY1（2022年2月12日、ぴあアリーナMM）
- ミュージックレインフェスティバル2022（2022年8月6日・7日、武蔵野の森総合スポーツプラザメインアリーナ）
- Animelo Summer Live 2022 -Sparkle-（2022年8月26日、さいたまスーパーアリーナ）
- 超パーティー2022（2022年10月15日、さいたまスーパーアリーナ）[56]
- COUNTDOWN JAPAN 22/23（2022年12月30日、幕張メッセ）
- アニメ『NARUTO-ナルト-』20周年記念 NARUTO THE LIVE（2023年9月2日・3日、幕張メッセ）[57]
- LAWSON premium event MiCLOVER FES. 2024（2024年1月7日、Zepp Shinjuku）[58]
- リスアニ! LIVE 2024 SUNDAY STAGE（2024年1月28日、日本武道館）[59]
- FLOW THE FESTIVAL 2024（2024年6月30日、ぴあアリーナMM）※シークレットゲスト

## コラボ
チコハニコラボカフェ
3rdアルバム「瞬く世界にiを揺らせ」のリリースを記念して、TOWER RECORDS CAFE渋谷店、梅田NU茶屋町店、名古屋栄スカイル店で2020年9月3日から9月27日にかけて開催された。
通期メニュー・テイクアウト限定メニューを含め、計20品のメニューがあり、コラボカフェ限定のグッズも展開された。
ヴィレッジヴァンガードコラボ
2021年4月28日から2021年5月9日にかけて、ヴィレッジヴァンガードとのコラボグッズが、通販と一部店舗での受注販売によって実現した